# The Hour of Bewilderbeast
Albums de Badly Drawn Boy
About a Boy (en)
(2002)
The Hour of Bewilderbeast est le premier album de Badly Drawn Boy, sorti en 2000.

## L'album
Il remporte en 2000 le Mercury Music Prize. La couverture de l'album, inspirée de l'Homme de Vitruve de Leonard de Vinci est d'Andy Votel.Elle comportait à l'origine un portrait de Woody Allen qui dut être retiré en raison d'un problème de droits d'auteur. De même les paroles du titre Magic in the Air ont été remplacées par un instrumental après que Taja Sevelle (en) les ait trouvées trop proche de son titre Love Is Contagious.
Adulé par la critique, Pitchfork le classe à la 18e place des 20 meilleurs albums de l'année 2000 et NME à la 4e des 50 meilleurs albums de l'année 2000.
Il atteint la 13e place des charts britanniques et la 36e du Heatseekers.
Il fait partie des 1001 albums qu'il faut avoir écoutés dans sa vie.

### Titres
Tous les titres sont de Badly Drawn Boy (Damon Gough).
1. The Shining (5:18)
2. Everybody's Stalking (3:39)
3. Bewilder (0:48)
4. Fall in a River (2:17)
5. Camping Next to Water (3:50)
6. Stone on the Water (3:58)
7. Another Pearl (4:27)
8. Body Rap (0:45)
9. Once Around the Block (3:44)
10. This Song (1:32)
11. Bewilderbeast (3:30)
12. Magic in the Air (3:43)
13. Cause a Rockslide (5:55)
14. Pissing in the Wind (4:19)
15. Blistered Heart (1:50)
16. Disillusion (5:19)
17. Say It Again (4:41)
18. Epitaph (3:50)

### Musiciens
- Badly Drawn Boy (Damon Gough) : voix, guitares acoustiques et électriques, piano, basse, claviers, boîte à rythme, tambourin, claquements de mains, sifflements, harmonica, piano électrique Wurlitzer, orgues, percussions, cymbale crash, vibraphone, xylophone, harpe, cordes (arrangements), effets sonores
- Matt McGeever : violoncelle, claquements de mains
- Sam Morris : basse, claviers, cor d'harmonie, claquements de mains
- Ian Smith :batterie, guitare électrique, percussions, vibraphone, claquements de mains
- Joe Robinson : programmations batterie, effets sonores
- Andy Votel : programmations batterie, effets sonores, piano, claviers, cordes
- Adrian Dacre : batterie
- Seán Kelly : batterie, claquements de mains
- Ian Rainford : claquements de mains
- Jez Williams : guitares électriques
- Jimi Goodwin : basse
- Andy Williams : batterie
- Martin Rebelski :  piano électrique Wurlitzer, clavinet, claviers
- Gary Wilkinson : claviers, programmations batterie, sirènes, bruits
- Paul Taylor : cordes (arrangements)
- Sophie Williams : claquements de mains
- Derrick Santini : claquements de mains
- Spencer Birtwhistle : batterie
- Northern New Orleans Brass Band :cuivres
- Clare Hewitt : voix
- Robin File : guitare acoustique et électrique
- Matt Wardle : piano, orgue, synthétiseur, claviers, voix
- Sean McCann : basse
- Dave Verner : batterie, percussions